# スカッシュ!
スカッシュ!は、FM OSAKAで放送されていたFMラジオ音楽番組。モットーは『あなたの朝を少し変えたい! 早朝プログラム スカッシュ!』。初期は『きのうより楽しい今日を』というフレーズも使われていた。

## 概要
長らく、FM OSAKAでは朝練5などの5時スタートの早朝ワイドが編成されてきた。しかし、2007年8月、庄司悟のアサイチBANG!の終了を機に、早朝ワイドから一旦撤退。その後はBラインネット(SKY→クロノス)を放送しながら、クロノス from OSAKAなどローカル枠での放送を続けてきた。
2009年4月、6時スタートのPEACE!が放送を開始し、早朝ワイドが一部復活。今回のスカッシュ!開始で、2007年8月以前の自主編成体制が復活した。終了時点で、5・6時台ともに自主制作番組を放送しているのは、FM FUKUOKAを含む2局のみだった。また、5:00から生放送している局はJFN系列ではFM OSAKAのみであった。
2012年3月30日をもって、番組が終了。後枠は箱番組とJFNのBラインネットになり、これをもってFM OSAKAは3年で早朝ワイドから再び撤退することになった。
小早川はFridateのDJとしてFM OSAKAに残るが、岩田と高橋はこれでFM OSAKAのレギュラー番組がなくなった。

## 放送時間
月-金 5:00 - 8:00

## DJ
3人ともFM OSAKA初登場。
- 月・火 - 岩田泉未
- 水・木 - 小早川秀樹
- 金 - 高橋春美

## タイムテーブル
1. 斜字はスカッシュ!DJは出演しない。
2. ☆はAライン同時ネット

（5時台）
- 5:00 オープニング
- 5:20 歯磨き促進コーナーTeeeth! - 歯磨きに理想的といわれる時間と近い尺の音楽に乗せて歯磨きをする。
- 5:45 あぐりずむ（月～木）
- 5:53 HIT STREET（月～木）
- 5:55 快適生活ラジオショッピング

（6時台）
- 6:00 6時台オープニング
- 6:06 スカッシュ!コール - リスナーに生電話をつなぐ。
- 6:40 コスモアースコンシャスアクト ずっと地球で暮らそう。☆
- 6:45ごろ スカッシュ！アーティスト日記 - アーティストが学生時代にハマったモノについて紹介。
- 6:53 TRAFFIC REPORT
- 6:54 6時台エンディング
- 6:55 MY OLYMPIC☆

（7時台）
- 7:00 WONDA モーニングショット WAKE UP NEWS☆
- 7:10 リポビタンD TREND EYES（トレンド アイズ）☆
- 7:19 ジブラルタ生命 ありがとう、先生！（月･水･金）☆
- 7:20 追跡!☆
- 7:30 7時台オープニング→スカッシュ！アーティスト日記・答え合わせ
- 7:38 愛です!Circle
- 7:40 三井住友アセットマネジメント　マーケット・レポート☆
- 7:46 TRAFFIC REPORT
- 7:56 エンディング
- 7:57 TRAFFIC REPORT

## その他
- 番組開始当初はエンディングで「このあと8時からはTOKYO FMからの放送となります。」と告知されていたが、途中から省略され8時20分からの番組(月 - 木はPEACE!、金はWELCOME!)が告知されていた。

## スカッチュ!
放送時間は、毎週木曜日21:30 - 21:55。スカッシュ!が開始した2010年10月に1カ月だけ放送された。スカッシュ!の宣伝番組の意味合いもある。
DJは7日が岩田泉未、14日が小早川秀樹、21日が高橋春美、28日は3人ともが出演した。
| FM OSAKA 月-木5:00-5:30 | FM OSAKA 月-木5:00-5:30 | FM OSAKA 月-木5:00-5:30 |
| 前番組 | 番組名                  | 次番組 |
| --- | ----------------------- | --- |
| - ORANGE RANGE ラジオ〜コンタクト（月） - 伊藤由奈のHEART to HEART（火） - 風味堂ロックでください（水） - 阿部真央のあべまおらじお（木） | スカッシュ!             | - フレンチ・キスのKissラジ～あなたへのYELL～（月） - いきものがかりのgarden★party（火） - らじネクDX（水） - ラ・くるり（木） - 坂本真綾 from everywhere.（金）       |
| FM OSAKA 月-木5:30-5:45 |                         | |
| HIT STREET | スカッシュ!             | - UVERworldのcore ability studioに再び集合!（月） - 週刊Hilcrhyme（火） - ソナーポケットのラジポケ（水） - the pillows POISON ROCK’N’ROLL（木） - This is Rake!（金） |
| FM OSAKA 月-木6:00-08:00 |                         | |
| PEACE! | スカッシュ！            | 中西哲生のクロノス(クロノス from OSAKA) |
| FM OSAKA 金5:00-8:00 |                         | |
| PEACE!FRIDAY | スカッシュ!             | 中西哲生のクロノス(クロノス from OSAKA) |

| FM OSAKA 木21:30-21:55(2010年10月)                      | FM OSAKA 木21:30-21:55(2010年10月) | FM OSAKA 木21:30-21:55(2010年10月) |
| 前番組                                                  | 番組名                             | 次番組                             |
| ------------------------------------------------------- | ---------------------------------- | ---------------------------------- |
| SEND to 2050 PROJECT presents～未来づくりステーション～ | スカッチュ!                        | HIRAMATSU STRAIGHT TALK            |